# Ant-Man
Ant-Man (z ang. Człowiek-Mrówka) – szereg fikcyjnych postaci (superbohaterów), występujących seriach komiksowych wydawnictwa Marvel Comics. Twórcami pierwszego Ant-Mana (Hanka Pyma) byli Stan Lee i Jack Kirby, którzy wprowadzili postać w magazynie Tales to Astonish vol.1 #27 (styczeń 1962), jednak jako Ant-Man pojawił się dopiero w Tales to Astonish vol. 1 #35 (wrzesień 1962).
Hank Pym po wycofaniu się z roli superbohatera znalazł swoich następców: Scotta Langa, a następnie Erica O’Grady’ego.

## Hank Pym
Dr. Henry „Hank” Jonathan Pym zanim został superbohaterem, był błyskotliwym naukowcem. Wynalazł on formułę pozwalającą po jej zażyciu na zmianę swoich rozmiarów. Dzięki temu bohater potrafi zmniejszyć się do rozmiarów mrówki. Ponadto skonstruował hełm pozwalający mu na komunikację z owadami. Wraz z Janet Van Dyne (oboje byli niegdyś małżeństwem) o pseudonimie Wasp (debiut tej postaci w Tales to Astonish vol. 1 #44 z czerwca 1963), Hank jest członkiem elitarnej grupy superbohaterów o nazwie Avengers. Używał również pseudonimów Giant-Man i Yellowjacket.

## Scott Lang
Scott Lang był złodziejem, który po raz pierwszy założył kostium Ant-Mana wykradając go Pymowi, aby ratować swoją chorą na serce córkę, Cassie. Zachęcony przez Hanka Pyma zrywa ze złodziejskim fachem i zostaje superbohaterem. Postać została stworzona w 1979 roku przez Davida Michelinie’ego i Johna Byrne’a.

## Eric O’Grady
Eric O’Grady jako trzeci założył kostium Ant-Mana. Był niskiego stopnia agentem T.A.R.C.Z.Y. (S.H.I.E.L.D.), który wykradł kostium z magazynu organizacji. Początkowo dla egoistycznych pobudek, aby móc imponować kobietom, jednak wkrótce został superbohaterem. Postać została stworzona w 2006 roku przez Roberta Kirkmana i Phila Hestera.

## Adaptacje

### Seriale animowane
- Avengers: Potęga i moc (The Avengers: Earth’s Mightiest Heroes) (2010-2013)
- Avengers: Zjednoczeni (Avengers Assemble) (2013-)

### Filmy
- Ant-Man (2015) z Paulem Ruddem w roli Scotta Langa, oraz Michaelem Douglasem w roli Hanka Pyma[2][3].
- Kapitan Ameryka: Wojna bohaterów (Captain America: Civil War) (2016) z Paulem Ruddem w roli Scotta Langa[4].
- Ant-Man i Osa sequel z 2018 roku[5].
- Avengers: Koniec gry (Avengers: Endgame) (2019) z Paulem Ruddem w roli Scotta Langa[6]